# إسطركن أجرد
إسطركن أجرد (الاسم العلمي:Strychnos glabra) هو نوع من النباتات يتبع جنس الإسطركن من الفصيلة اللوغانية.